# ゴンサロ・カペリャン
ゴンサロ・カペリャン（スペイン語: Gonzalo Capellán、1972年1月23日 - ）は、スペイン・ログローニョ県アーロ出身の歴史学者・政治家。国民党(PP)所属。2023年からラ・リオハ州首相を務めている。

## 経歴

### 青年時代
1972年にログローニョ県アーロに生まれた。父親のパトリシオ・カペリャンは国民党(PP)所属の政治家であり、1987年から2015年までアーロ市長を務めている。

### 大学教員などとして
カンタブリア大学で歴史学と地理学を学び、1995年に卒業してラ・リオハ大学の講師となった。1999年にはスペイン近現代史の博士号を取得し、2000年にはバスク大学の教員となった。
2003年から2007年まで、ラ・リオハ州政府の文化局長を務めた。2007年には国民党に所属してラ・リオハ州議会議員に就任したが、カンタブリア大学の副学長に就任するために2008年9月に辞任した。2011年6月、国民党のペドロ・サンス首相の下で教育・文化・観光大臣に就任した。2014年にはイギリスに渡って在英国スペイン大使館の教育参事官を務めた。
2020年にスペインに帰国すると、2022年2月にはラ・リオハ大学において現代史の教授に就任した。

### ラ・リオハ州首相
2023年7月のラ・リオハ州議会選挙には国民党の筆頭候補（州首相候補）として臨み、国民党は33議席のうち過半数の17議席を獲得したことで、カペリャンがコンチャ・アンドレウの後任として州首相に就任した。